# 216P/LINEAR
216P/LINEAR, komet Jupiterove obitelji